# (650) Amalasuntha
(650) Amalasuntha – planetoida z pasa głównego asteroid okrążająca Słońce w ciągu 3 lat i 314 dni w średniej odległości 2,46 j.a. Została odkryta 4 października 1907 roku w Landessternwarte Heidelberg-Königstuhl w Heidelbergu przez Augusta Kopffa. Nazwa planetoidy od Amalasunty, królowej Ostrogotów, córki Teodoryka Wielkiego. Przed jej nadaniem planetoida nosiła oznaczenie tymczasowe (650) 1907 AM.